# أنس التكريتي
أنس أسامة التكريتي (بغداد 16 جمادى الأولى 1388 هـ / 9 سبتمبر 1968 -)، مؤسس ورئيس مؤسسة قرطبة.

## نشأته ودراسته
ولد التكريتي ببغداد وترك أهله في العراق في سنة 1970م في سن الثانية واستقروا بالمملكة المتحدة. كان والده أسامة التكريتي اخوانيا وكان معارضا لحكم البعث. لذلك لم تستطع أسرته الرجوع إلى العراق لحوالى 33 سنة (إلى سقوط النظام).
التكريتي له خبرة في عالم الأكاديميا فبعد أن حصل على درجة الماجستير في علوم الترجمة والترجمة الفورية من جامعة ليدز بدا من عام 1995 التدريس في نفس الجامعة وبعدها درّس في جامعة هريوت-وات في إدنبرة من عام 2000 إلى 2003 وعمل أيضا كأستاذ دراسات عليا في مجال العلوم السياسية في جامعة وستمنستر.

## أعماله السياسية والإعلامية
يعمل التكريتي لمحاولة دمج وانخراط المسلمين في بريطانيا بالعمل السياسي. واشترك بعدة حملات ضد تزايد الإسلاموفوبيا والعنصرية في بريطانيا وحملات أخرى مناهضة لحرب العراق. عمل التكريتي أيضا كمتحدث باسم الرابطة الإسلامية في بريطانيا ونظم أو ساعد بتنظيم أكثر من 15 مسيرة منددة بالحرب ضد أفغانستان والعراق والاحتلال الإسرائيلي لفلسطين. ووصلت ذروة الاحتججات يوم 15 فبراير حيث ترأس التكريتي المسيرة في لندن ضد حرب العراق وصل مشاركيها إلى مليوني شخص. انضم التكريتي عام 2004 إلى حزب جورج غالاوي «الاحترام» وكان مرشح الحزب الأول في انتخابات البرلمان الاوربي لمقاطعة يوركشير والهمبر.
يكتب التكريتي لعدة صحف ومواقع منها إسلام أون لاين والغارديان والأهرام ويكلي. ويظهر اسبوعيا على قناة الحوار ويقدم برنامج «شرقٌ وغرب».
في عام 2005 اسس التكريتي مؤسسة قرطبة التي تعنى بشؤون حوار الحضارات.

## وصلات خارجية
- موقعه الشخصي
- مؤسسة قرطبة
- مقالات أنس التكريتي في جريدة الغاردين